# Адам Коц
Адам Ігнацій Коц (31 серпня 1891, Сувалки — 3 лютого 1969, Нью-Йорк) — польський політик, член парламенту, міністр фінансів, голова Банку Польщі, солдат, журналіст і масон. Коц мав декілька військових прізвиськ: Вітольд, Шляхетний, Адам Краєвський, Адам Вармінський та Вітольд Вармінський так як воював у польській армії у Першій світовій та польсько-радянській війнах.

## Життєпис
Адам Коц народився у дворянській родині з Підляшшя православного українського походження. Родина, можливо змушена була асимілюватися та вела свій рід з теренів поблизу східнопольського містечка Біла Підляська, яке здавна було населено поляками та українцями.
Дід Адама — Леон був ветераном січневого повстання і мером Філіпува та Сереє, поблизу міста Сувалки на Підляшші. Бабуся Адама — Валерія входила до складу польського національного уряду. Батько Адама — Володимир (1848—1925) був учителем стародавніх мов. Він був одружений з Геленою і разом мали трьох дітей: Стефана (1889—1908), власне, Адама та Леона Вацлава, наймолодшого з них (1892—1954). Після смерті Гелени, матері Адама, 1894 року дітьми почала опікуватися їхня тітка Ельжбета. Через п'ять років сім'я переїхала в орендовану квартиру в Сувалки, де він пішов у школу 1900 року.
Під час революції 1905 року Коц був частиною страйкового комітету гімназії, де він навчався. Внаслідок цих дій його та майбутнього політичного діяча і члена парламенту Александра Путра виключили зі школи. Пізніше батько відправив Адама вчитися до Кракова у Ягеллонський університет.

## Кар'єра
У юності Адам Коц був членом Національного молодіжного революційного союзу, Активного бойового союзу та Стрілецької союзу. Коц був командиром Варшавського округу, потім головним командувачем Польської військової організації та офіцером польських легіонів. Під час польсько-більшовицької війни був командувачем 201-го піхотного полку оборони Варшави, а потім Добровольчої дивізії (з 31 липня до 3 грудня 1920 року). Пізніше Коц перебував на різних посадах у Міністерстві військових справ. Брав участь в травневому перевороті на боці сил, якими командував Юзеф Пілсудський. Пізніше був керівником штабу Командування Корпусного округу №VI у Львові (з 14 вересня 1926 до 4 березня 1928 року).
Вважаючись членом групи полковників Пілсудського, Коца тричі обирали до Сейму та один раз до Сенату. Він також був віце-міністром казначейства та головою Банку Польщі. Вів переговори з Великою Британією та Францією щодо надання фінансових позик Другій Польській Республіці.
Після смерті Пілсудського у травні 1935 року, Адам Коц приєднався до прихильників Едварда Ридз-Сміглого та став головним комендантом Союзу польських легіоністів.
У 1936—1937 роках Коц виступив співтворцем нового політичного утворення — Табору національного єднання (OZN). Очоливши організацію через рік, він підтримував ідею зближення Табору національного єднання до праворадикального Національного радикального табору та правої Народно-демократичної партія Польщі.
З початком Другої світової війни Коц координував евакуацію золотих резервів Банку Польщі. У 1939—1940 році він недовго обіймав посаду Міністра фінансів, торгівлі та промисловості перед еміграцією до США 1940 року. Адам Коц став одним із активних членів Інституту Америки Юзефа Пілсудського. Помер у США в екзилі 1969 року.